# ルチア・モホリ
ルチア・モホリ（Lucia Moholy, 1894年1月18日 プラハ - 1989年5月17日 チューリヒ）は写真家。旧姓シュルツ（Schulz）。恩師モホリ＝ナジ・ラースローと結婚し、バウハウス出身の女性写真家の中でもとりわけ有名になった。

## 生涯
哲学とフィロロジー、芸術史をプラハで学んだ後、編集者や講師として働く。1924年にベルリンで画家・写真家のモホリ＝ナジと結婚、ともに1923年から1928年までヴァイマルのバウハウスや、デッサウで活躍する。
1923年から1924年に光画実技の学習を終え、ライプツィヒで写真撮影の指導者となる。1928年に夫のモホリ＝ナジとベルリンに行き、イッテン専門学校で舞台写真家および写真教師として勤務。
1933年のナチスの権力簒奪に伴い、パリを経てロンドンに逃れ、イギリスで写真家および写真教師として活動、1940年より、特に国際連盟のために学術文書に関して働いた。
1959年にスイスのツォリコン（Zollikon）に定住した。